# オイスターソース
オイスターソース（英: oyster sauce）は、カキを主原料とする調味料の一種。日本語では牡蠣油（かきあぶら）ともいう。

## 概要
本来は生がきを塩漬けにすることで発酵熟成してできる調味料である。市販品は生がきから煮汁を抽出し、砂糖、塩、でん粉、酸味料等を加えて調味した製品である。メーカーによって、風味や粘度にかなりの違いがある。
独特の風味とアミノ酸、核酸のうま味、コク味を持ち、広東料理をはじめとする中華料理に広く用いられる。炒め物、煮込み料理などによく用いられる。冷凍食品、レトルト食品、インスタント麺など、中華風の加工食品や合わせ調味料にも利用が広まっている。
精進料理が普及している台湾では、カキの代わりにシイタケを用いて製造した精進オイスターソースというものがある。

## 歴史
中国広東省などには、カキを塩茹でしてから日干しした、「蠔豉（繁体字）／蚝豉（簡体字）（ハオチー háochǐ）、広東語 ホウシー」という調味料がある。
1888年に、清国香山南水郷の李錦裳は、「蠔豉」を作る際の「蠔水」と呼ばれる煮汁にうま味が多く含まれていることに着目して、これを濃縮し、砂糖などで味を調整して、濃厚な液体調味料を作る方法を発明したとされる。
1902年に、南水の工場が村の火事で延焼したのを機に、李錦裳がマカオに渡り、製造販売店を設立、現在の李錦記の元となり、マカオでの普及が始まった。
1932年には香港に李錦記が支店を設立し、香港での本格普及につながった。
その後、李錦記以外のメーカーも増え、李錦記もタイラギの貝柱を加えた製品など、いくつかのグレードの商品を揃え、香港工場をはじめ中国広東省江門市新会区の主力工場のほか、マレーシアなどにも工場をもち、世界各国で販売されている。逆に都市化が進んだマカオでは製造が衰退し、2012年現在、1902年創業の榮甡蠔油荘がカキのゆで汁を輸入して製造しているだけとなった。

## 利用

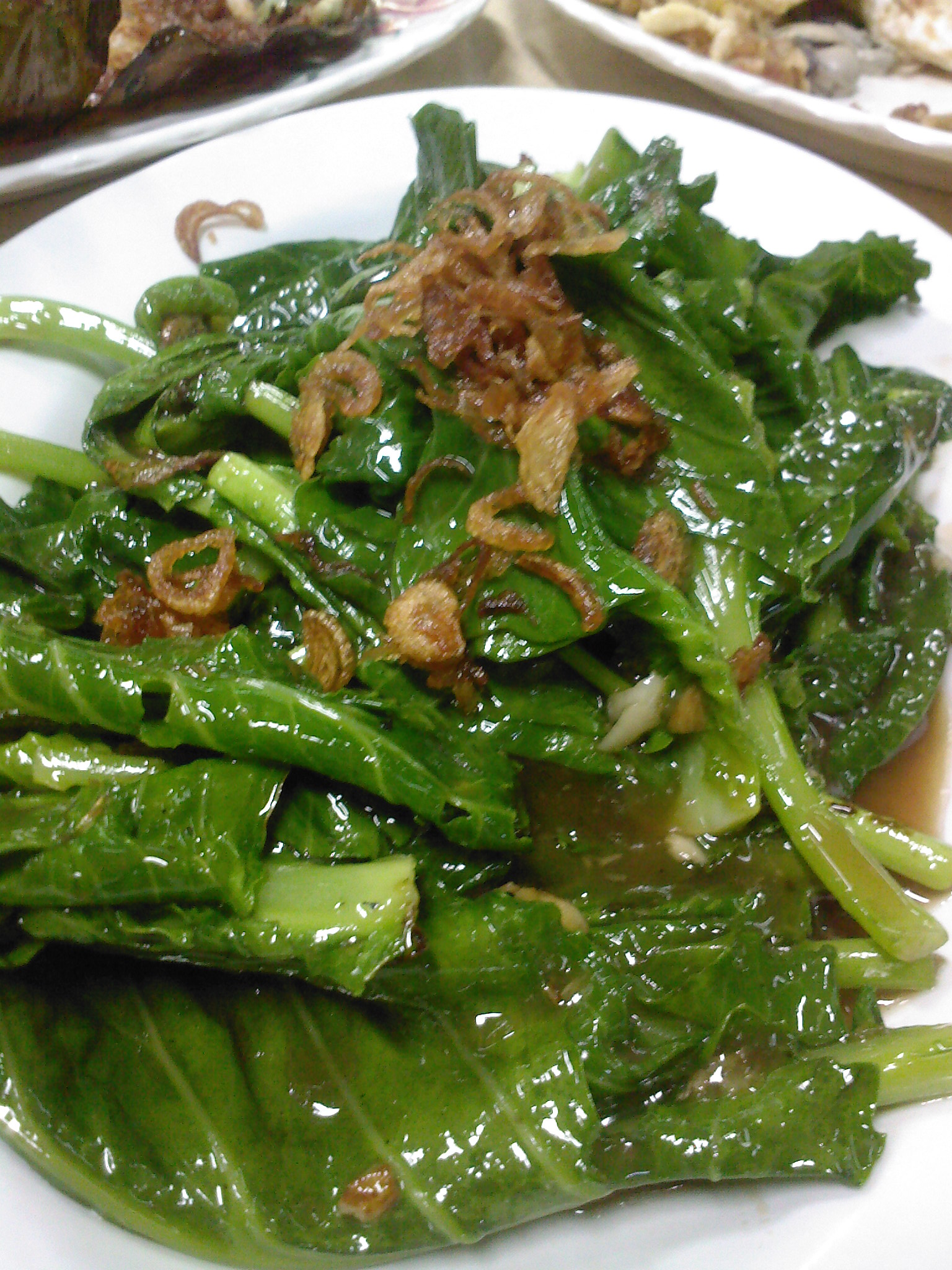
カイランのオイスターソース炒め

広東料理の調味料として、ゆで野菜や炒め野菜にかける、焼きそばやゆで麺に和える、煮物やスープの汁やでん粉を加えた餡に加える、などの用い方をする。
広東省ではスナック菓子の調味にも使われることもあり、ポテトチップやバンサーなどで商品化されている。
日本においては、白飯にオイスターソースと刻んだ青ネギを盛りつけた「オイスターソース丼」をメニューに置く中華料理店もある。
他に、タイ料理、ベトナム料理、カンボジア料理などでも野菜の炒め物、豆腐の煮物などにも利用されている。タイ語では「ซอสหอยนางรม ソス・ホイナンロム」といい、タイ国産品もあり、潮州料理の影響を受けたタイ料理などに利用が広がっている。

## アレルギー
主原料のカキに含まれるトロポミオシンがアレルゲンとなる事がある。
オイスターソースではこれが濃縮されているため、少量や気付かない隠し味程度でも場合によっては重篤な症状となる恐れがあるが、日本国内では法令上アレルゲン表記対象となっていない。
オイスターソースは中華料理以外にも使用されているので、事前に使用しているか聞かなければならない。
なお、製品によっては副原料に特定原材料の小麦粉を含む場合もある。

## 簡単な料理の例

### 茹で野菜のオイスターソースがけ
おそらく、もっとも簡単な料理は、レタスやカイランなどの葉野菜を茹でて、オイスターソースで味付けするものである。
1. 野菜を食べやすい大きさに切る
2. 少量の湯に、塩と油少々を加えて、軽く茹でる
3. 鍋からざるにあげて水気をきり、皿にもってから、オイスターソースをかけて完成

### 広東風焼きそば
焼きそばの調味料としてオイスターソースを使用すると、広東風焼きそばになる。
1. 白菜などの野菜やイカ、エビなどを切り揃え、塩、胡椒で炒める
2. できれば電子レンジで温めた、茹で麺を加える
3. オイスターソースをまぜて完成
4. 紅しょうがや海苔は加えないが、鰹節は好みで少量加えてもよい

## 主なメーカー
香港
- 李錦記
- 淘大食品
- 左顕記

台湾
- 金蘭醤油

マカオ
- 榮甡蠔油荘
- 厦門新陽洲水産品工貿有限公司（中国福建省）

タイ
- トラメクラ
- タイ醤油

日本
- コーミ
- 広島県漁業協同組合連合会
- 石渡商店